# Oxalis longissima
Oxalis longissima är en harsyreväxtart som först beskrevs av Carl Ernst Otto Kuntze, och fick sitt nu gällande namn av Schumann. Oxalis longissima ingår i släktet oxalisar, och familjen harsyreväxter. Inga underarter finns listade i Catalogue of Life.